# Dzień Rodzicielstwa Zastępczego
Dzień Rodzicielstwa Zastępczego – polskie święto obchodzone 30 maja (od 2006 roku) na mocy uchwały Sejmu RP.
Dzień ten nie jest dniem wolnym od pracy.
W celu poprawy losu dzieci odrzuconych i osieroconych, obchody mają na celu popularyzację ruchu rodzicielstwa zastępczego. Od 1997 działa w Polsce organizacja pożytku publicznego Stowarzyszenie Zastępczego Rodzicielstwa.